# Jay Jones
Jerrauld Charles Corey "Jay" Jones (14 de marzo de 1989) es un político y abogado estadounidense que se desempeñó como miembro de la Cámara de Delegados de Virginia por el distrito 89 de 2018 a 2021. Actualmente es el candidato demócrata a fiscal general en las elecciones de 2025 y se enfrentará al actual titular Jason Miyares.
En julio de 2020, Jones anunció su candidatura a fiscal general de Virginia en las elecciones de 2021. Jones perdió las primarias demócratas ante el actual presidente Mark Herring, a pesar de recibir el respaldo del gobernador Ralph Northam. En diciembre de 2021, Jones anunció su renuncia a la Cámara de Delegados de Virginia para enfocarse en su familia.

## Primeros años y educación
Jay Jones nació en Norfolk, hijo del juez Jerrauld Jones y la jueza del tribunal de familia Lyn M. Simmons. Su padre era juez presidente del tribunal de circuito de Norfolk. El juez Jones ocupó el escaño del distrito 89 de la Cámara de Representantes de Virginia desde 1988 hasta 2002. Los abuelos paternos de Jay son Hilary H. Jones Jr. (abogado y pionero de los derechos civiles en Norfolk) y Corinne D. Jones (maestra de escuela de Norfolk). Sus abuelos maternos son Charles y Margaret Simmons, quienes fueron profesores titulares en la Universidad Estatal de Norfolk y la Universidad de Hampton, respectivamente.
Jones asistió al Norfolk Collegiate School y se graduó en 2006. Posteriormente asistió al College of William & Mary como un becario William & Mary. Obtuvo una licenciatura en Artes en gobierno e historia. Durante la universidad, Jones trabajó como pasante legislativo para Paula Miller en 2009.

## Carrera
Luego de la universidad, Jones pasó dos años en Nueva York como asociado en Goldman Sachs, donde se centró en la gestión de riesgos y el asesoramiento sobre calificación crediticia, centrándose en empresas de recursos naturales y tecnología. Regresó más tarde a Virginia y obtuvo su Doctorado en Derecho en la Facultad de Derecho de la Universidad de Virginia en 2015. Mientras estaba en la facultad de derecho, Jones hizo una pasantía en la oficina de Algie Howell. Jones es miembro de varias juntas directivas en Hampton Roads y ejerce como abogado litigante en Norfolk, Virginia.

### Cámara de Delegados de Virginia
El 13 de febrero de 2017, Jones anunció su candidatura a la Cámara de Delegados de Virginia, postulándose para el mismo escaño que su padre ocupó entre 1988 y 2002. El 13 de junio de 2017, Jones ganó una primaria demócrata disputada, convirtiéndose en el candidato demócrata para el distrito 89 de Virginia. El 7 de noviembre de 2017, derrotó al candidato libertario, Terry Hurst, para convertirse en el delegado electo para el distrito 89 y prestó juramento el 10 de enero de 2018. Sucedió a Daun Hester. Jones se postuló para la reelección sin oposición en el ciclo electoral de 2019.  Jones fue designado para el Comité de Asignaciones de la Cámara al comienzo de su segundo mandato. En septiembre de 2019, Jones apoyó a Cory Booker en las primarias presidenciales del Partido Demócrata de 2020.
En diciembre de 2021, Jones renunció a la Cámara de Delegados de Virginia tras el anuncio de que él y su esposa esperan su primer hijo en el verano de 2022. La compañera demócrata de Jones, Jackie Glass, fue elegida para sucederlo en una elección especial celebrada el 11 de enero de 2022.

### Elecciones de fiscal general de Virginia de 2021
Jones fue candidato en las primarias demócratas para la elección de Fiscal General de Virginia de 2021. El 8 de junio de 2021, Jones perdió las primarias demócratas ante el actual presidente Mark Herring.

### Elecciones de fiscal general de Virginia de 2025
Jones ganó la primaria demócrata para la elección de Fiscal General de Virginia de 2025.

## Vida personal
Jay es católico y miembro vitalicio de la Basílica de Santa María de la Inmaculada Concepción en Norfolk.
Jones conoció a la gerente de medios de relaciones públicas Mavis Baah en 2017 gracias a un amigo. En septiembre de 2020 se casaron; reduciendo su boda de 300 invitados a solo 50 debido al COVID-19. La pareja tiene dos hijos. Baah es hija de Janna Baah de Almaty, Kazajistán, y del Dr. Anthony Baah de Acra, Ghana. La familia Baah emigró a los Estados Unidos cuando Mavis tenía cinco años.